# Fasciolidae
Fasciolidae Railliet, 1895 è una famiglia di trematodi chee comprende diversi parassiti coinvolti nelle scienze veterinarie e mediche.

## Descrizione
Gli adulti variano in lunghezza da 2 cm, per specie di Parafasciolopsis e di 10 cm, per specie come Fasciola gigantica. Le cercarie sono di forma gimnocefalica.

## Biologia
Le varie specie della famiglia si possono rinvenire nel fegato, nella cistifellea e nell'intestino. Il ciclo di vita include un ospite intermedio, lumache d'acqua dolce della famiglia Lymnaeidae.

## Tassonomia
La famiglia è divisa in cinque generi da Olsen et al. 2003. 
- Fasciola
  - Fasciola hepatica - Passera epatica comune
  - Fasciola gigantica
- Fasciola spp. - ceppo giapponese
- Fascioloides
  - Fascioloides magna
  - Fascioloides jacksoni
- Fasciolopsis
  - Fasciolopsis buski
- Parafasciolopsis
  - Parafasciolopsis fasciolaemorpha
- Protofasciola
  - Protofasciola robusta